# Reakcja Dielsa-Aldera

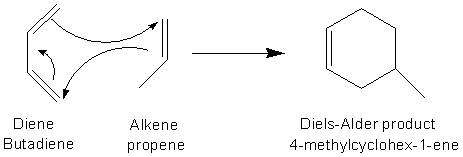
Addycja Dielsa-Aldera propenu do buta-1,3-dienu prowadząca do otrzymania 4-metylocykloheks-1-enu

Reakcja Dielsa-Aldera – reakcja chemiczna polegająca na skoordynowanej cykloaddycji podstawionego alkenu do sprzężonego dienu. Produktem tej reakcji jest węglowodór cykliczny (np. cykloheksen). Reakcja ta w podwyższonych temperaturach, w fazie gazowej zachodzi spontanicznie bez potrzeby stosowania katalizatorów.
Nazwa reakcji pochodzi od nazwisk niemieckich chemików: Otto Dielsa i Kurta Aldera, którzy po raz pierwszy opisali ją w 1928 roku. Ponieważ nowo opisana reakcja okazała się być niezwykle użyteczną w syntezie organicznej obydwaj badacze zostali w 1950 roku uhonorowani Nagrodą Nobla z chemii. 

## Przebieg reakcji
Reakcja ta zaliczana jest do szerszej grupy procesów chemicznych, nazywanych reakcjami pericyklicznymi. Typ reakcji pericyklicznej, w którym dochodzi do powstania pierścienia to cykloaddycja. Istnieje wiele rodzajów cykloaddycji, jednym z najbardziej rozpowszechnionych typów (do których należy m.in. reakcja Dielsa-Aldera) to cyckloaddycje [4 + 2],  których kluczowym etapem jest skoordynowanie oddziaływanie dwóch elektronów π jednego substratu i czterech elektronów π drugiego, chociaż od tej reguły istnieją wyjątki i opisane są reakcje Dielsa-Aldera realizujące się wg mechanizmu dwuetapowego z zwitterionowym intemediatem. Reakcje te są względnie łatwe do przeprowadzenia, ze względu na to, że ich stan przejściowy jest tworzony przez układ sześciu elektronów π które tworzą przejściowo strukturę aromatyczną, która obniża energię aktywacji całego procesu. W porównaniu z nimi reakcje cykloaddycji 2+2 (dwóch alkenów) i 4+4 (dwóch dienów) zachodzą znacznie trudniej z powodu braku możliwości tworzenia się układów aromatycznych w kluczowym etapie.

### Dien
W reakcji mogą brać udział dieny o różnorodnym szkielecie węglowym, zarówno cyklicznym jak i acyklicznym, większość grup funkcyjnych nie przeszkadza w przebiegu reakcji. Jedynym poważnym ograniczenie stereochemicznym jest konieczność występowania dienu w konformacji s-cis. Z tego powodu związki występujące permanentnie w tej konformacji, takie jak dieny cykliczne są wyjątkowo reaktywne.

### Dienofil
Typowe dienofile biorące udział w reakcji DA posiadają co najmniej jedną grupę wyciągającą elektrony sprzężoną z alkenem. Ponadto aktywny dienofil powinien mieć wiązanie podwójne sprzężone  przykładowo z grupą karbonylową lub układem aromatycznym. Mniej aktywne dienofile mogą zostać aktywowane przez kwas Lewisa np. pentachlorek niobu (NbCl5) lub chlorek cynku (ZnCl2). 
Ponadto możliwe jest wykorzystanie dienofilów zawierających heteroatomy takich jak tioketony i selenoketony. Iminy stanowią substraty w reakcja Aza Dielsa-Aldera, natomiast grupa karbonylowa bierze udział w reakcji Okso Dielsa-Aldera.

## Stereochemia reakcji
W przypadku asymetrycznie podstawionych dienów i dienofili preferowane jest podstawienie w pozycji -para i -orto względem pozycji -meta. Nazwy tych położeń stanowią nawiązanie do orientacji podstawników w pierścieniu aromatycznym benzenu. W wielu przypadkach preferencje względem wzajemnej pozycji reagentów mogą zostać wytłumaczone przy użyciu teorii orbitali granicznych. Najczęściej dien posiada grupę oddającą elektrony natomiast dienofil posiada grupę wyciągającą elektrony. Najsilniejsze interakcje pomiędzy orbitalami reagentów występują w przypadku orbitalu HOMO dienu i orbitalu LUMO dienofila.  Atomy węgla mające największy udział w tych orbitalach granicznych będą formowały nowe wiązania i miały decydujący wpływ na strukturę powstającego produktu. 
Ponadto duże znaczenie mają ładunki cząstkowe zlokalizowane na określonych atomach węgla reagentów. W większości przypadków atomy węgla posiadające ładunki o przeciwnych znakach przyciągają się wzajemnie, determinując tym samym geometrię produktu.

## Reakcja retro Dielsa-Aldera
Ze względu na stosunkowo niską energię aktywacji, reakcja Dielsa-Aldera bardzo często zachodzi w warunkach równowagowych i dlatego w wielu przypadkach bardzo łatwo można odwrócić jej kierunek. Reakcja zachodząca w odwrotnym kierunku nazywana jest procesem retro-Dielsa-Aldera i jest często obserwowana podczas pomiarów za pomocą spektrometrii mas, gdzie analizowane związki, będące produktami reakcji Dielsa-Aldera ulegają ponownej konwersji do substratów. Innym przykładem reakcji retro-Dielsa-Aldera jest reakcja Rickerta-Aldera:
Dzięki zachodzeniu rearomatyzacji powstałe produkty są stabilne termodynamicznie dlatego nie obserwuje się zachodzenia procesu w odwrotną stronę.

## Zastosowania
Podstawowym zastosowaniem tej reakcji jest synteza złożonych związków cyklicznych i bicyklicznych. Reakcja retro-Dielsa-Aldera jest natomiast stosowana do syntezy prostych cyklodienów (np. cyklopentadienu) z naturalnie występujących węglowodorów bicyklicznych. Służyła ona niegdyś jako dowód na określoną strukturę złożonych węglowodorów cyklicznych występujących w naturze.
Należy wspomnieć, że mimo upływu długiego czasu od odkrycia tej reakcji nadal jest ona jedną z najważniejszych i najczęściej stosowanych reakcji w chemii organicznej.

## Asymetryczna reakcja Dielsa-Aldera
W stereoselektywnych wersjach reakcji Dielsa-Aldera zachodzi preferencyjne formowanie się jednego z enancjomerów. Często stosowanym rozwiązaniem jest synteza asymetryczna z wykorzystaniem organokatalizy. W wielu przypadkach wykorzystywane są katalizatory oparte na szkielecie imidazolu.
Kwasy Lewisa, takie jak AlCl3, ZnCl2, też mogą być wykorzystywane do stereoselektywnej wersji reakcji DA. Dzięki ich obecności dienofil staje się bardziej elektrofilowy, przez co wykazuje większą reaktywność, ponadto często katalizowana w ten sposób reakcja cechuje się znaczną stereoselektywnością.